# 哈奇森大厅

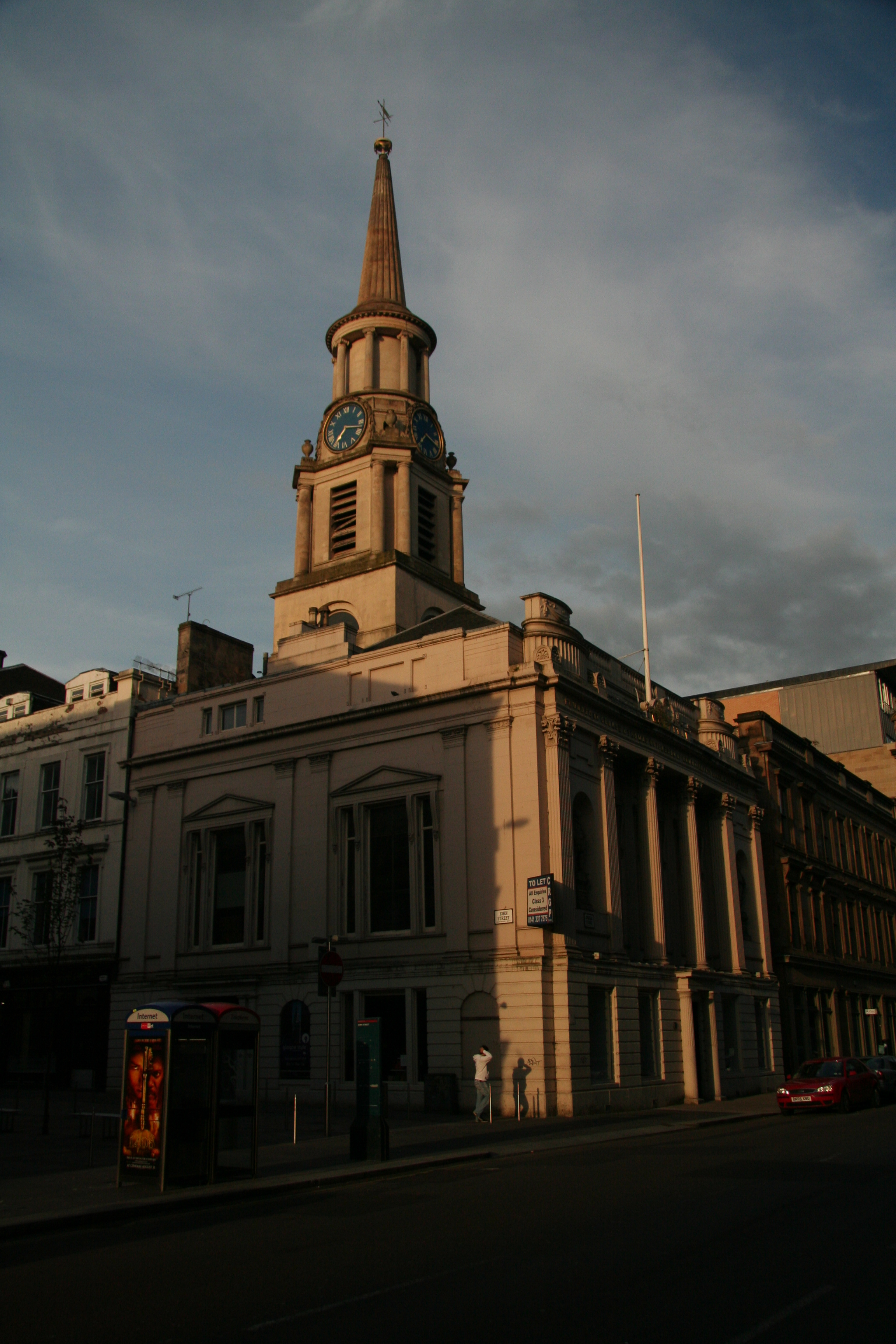
哈奇森大厅

哈奇森大厅（Hutchesons' Hall）是苏格兰格拉斯哥的一座十九世纪初建筑，位于市中心的Ingram街。它由Rusk公司和苏格兰国民信托拥有和维护，是A类登录建筑。
现在的建筑建于1802年-1805年，原为哈奇森医院，由苏格兰建筑师大卫·汉密尔顿设计。这座大楼是取代一所1641年的早期医院，位于该市的Trongate。汉密尔顿的设计融入了早期医院的正面雕像（1649年由詹姆斯·考尔洪雕刻）。
1876年，建筑师约翰·贝尔德受委托翻新大厅。这项工程加强了结构，并增加了一个楼梯。
该建筑物已年久失修，自2008年以来一直空置。2014年6月，耗资140万英镑完成修复，成为三层用餐场所 - 哈奇森牛排海鲜馆。